# Wenn der Wind weht
Wenn der Wind weht ist ein englischer Zeichentrickfilm aus dem Jahr 1986, der auf dem Comic Strahlende Zeiten von Raymond Briggs basiert und die Folgen einer Atombombenexplosion auf die Bevölkerung thematisiert. Er nimmt direkten Bezug auf das britische Zivilverteidigungsprogramm „Protect and Survive“.

## Handlung
Die Geschichte spielt während eines ungenannten Zeitraums – wohl aber in den 1980er Jahren („der Krieg ist schon 40 Jahre her!“) – im Kalten Krieg in England. Das Rentnerehepaar Hilda und Jim führt ein ruhiges und glückliches Leben am Rande eines Dorfes in der Nähe von London. Ihre Kinder sind längst aus dem Haus und beide sind mit sich selbst und ihren Schrulligkeiten beschäftigt. Jim liest gerne Zeitung und informiert sich über die internationalen Entwicklungen, Hilda kümmert sich um ihr gemeinsames kleines Haus und lässt sich nicht von der mitteilsamen Art ihres Mannes stören.
So lässt es sie auch zunächst kalt, dass sich die Welt auf einen Atomkrieg zubewegt, während Jim streng den Empfehlungen einer „Protect and Survive“-Broschüre Folge leistet. Jim befolgt die Anweisungen der Broschüre, in der erklärt wird, was man im Falle eines Atomschlages an Vorbereitungen zu treffen hat und wie man sich nach Abwurf der Bombe verhalten soll, z. B. auch, wie man sich gegen den radioaktiven Niederschlag schützen kann. Während Hilda in romantischen Erinnerungen an den letzten Krieg schwelgt, baut Jim aus den Türen des Hauses einen „Schutzraum“ und glaubt, durch die gewissenhafte Befolgung aller Ratschläge alles Nötige für ihr Überleben getan zu haben. Beide gehen sehr unbekümmert miteinander um und sehen auch dem Krieg und seinen Folgen gelassen entgegen, insbesondere weil sich beide aufgrund ihrer Erfahrung mit dem letzten Krieg sicher sind, dass sie auch den kommenden schon überstehen werden.
Jim und Hilda haben offensichtlich keine richtige Vorstellung von den Folgen einer Atomexplosion, aus den Ratschlägen der Regierungsbroschüre und den Erfahrungen des Zweiten Weltkrieges hat sich in ihren Köpfen ein merkwürdig verschobenes Bild festgesetzt. Als Jim in einem Telefongespräch mit seinem Sohn erfährt, dass dieser keinen Schutzraum baut, weil bei einem Atomkrieg ohnehin alles verloren sei, ist er ganz aufgebracht und wirft seinem Sohn vor, sich nicht ausreichend um den Schutz seiner Familie zu kümmern. Hilda sorgt sich dagegen vor allem um ihren Haushalt, ständig ermahnt sie Jim, beim Bau seines Selbstschutzraumes nicht die Tapeten und Türen zu beschädigen. Trotzdem lässt sie ihren Mann gewähren, weil er ja Erfahrung in solchen Dingen habe und sie sich mit Politik nicht so gut auskenne wie er.
Als der Atomschlag tatsächlich erfolgt, verstecken sich die beiden in Jims Schutzraum und verbringen die Nacht darin. Am nächsten Tag sind sie scheinbar noch wohlauf und sehen sich im stark zerstörten Haus um. Während Hilda ans Aufräumen denkt, will Jim auf die in seinem Glauben unweigerlich bald eintreffenden Rettungskräfte warten und auch selbst helfen. Mit einer unglaublichen Naivität reden sie sich selbst ein, dass es bald wieder zur Normalität komme, und begreifen nicht einmal, dass sie offensichtlich die einzigen Überlebenden im weiten Umkreis sind. Es bleibt jedoch offen, ob sie diese Tatsache nicht vielleicht auch verdrängen, da die beiden zwar mehrfach von ihren Nachbarn sprechen, aber keinen Versuch unternehmen, einmal nach ihnen zu sehen.
Es vergehen ein paar Tage, während derer sie versuchen, das Haus zu säubern, ihren verwüsteten und verbrannten Garten besichtigen und ihre Lebensmittelvorräte knapp werden. Das Ehepaar hat schließlich keine Chance, den Folgen der Atombombenexplosion zu entgehen. Wenngleich sie die Explosion zunächst überlebt haben, stellen sich rasch deutliche Anzeichen der Strahlenkrankheit auf Grund der Strahlung und des Fallouts ein. Dem Tod nahe verkriechen sich die beiden sterbend in Papiersäcke, immer noch darauf hoffend, gerettet zu werden, und beten.

## Filmmusik
Die Musik aus dem Film stammt von Roger Waters. Waters hat in den Soundtrack Ausschnitte aus Psalm 23 eingewoben. Der Titelsong When the Wind Blows wurde von David Bowie geschrieben und gesungen. 
Auf dem Soundtrack-Album zum Film sind zudem die im Film nicht enthaltenen Songs Facts And Figures von Hugh Cornwell, The Brazilian von Genesis, What Have They Done von Squeeze und The Shuffle von Paul Hardcastle enthalten.

## Wirkung
Die britische Heavy-Metal-Band Iron Maiden behandelt den Film bzw. den Roman lyrisch mit dem elfminütigen Lied When the Wild Wind Blows auf ihrem 2010 erschienenen Album The Final Frontier.